# 多気ヴィソンスマートインターチェンジ
多気ヴィソンスマートインターチェンジ（たきヴィソンスマートインターチェンジ）は、三重県多気郡多気町大字ヴィソンにある伊勢自動車道のスマートインターチェンジである。アクアイグニス等が運営する商業施設「VISON」（ヴィソン）に直結する構造となっている。

## 概要
利用可能車種はETC搭載の全車種で24時間運用。上り線（伊勢方面から名古屋方面行き）の出口のみである。したがって、当スマートインターチェンジ（SIC）から出て再び自動車道に戻りたい場合は、一般道を経由して勢和多気ICなどから入る必要がある。
民間施設直結型SICとして日本政府から初めて事業認可を受けたインターチェンジである。ただし、開通は神戸淡路鳴門自動車道 淡路北SICの方が先であり、当SICは2番目である。
当SICの名称は、直接的には民間施設VISONにちなむものであるが、インターチェンジ名は原則として市町村名や字名、景勝地などの地名であることが条件であるとされる点やVISON側からの要望もあったため、VISON周辺の字名が「ヴィソン」に変更された。変更前の前村区・丹生区の区長から事前に同意を得て、2020年（令和2年）12月の多気町議会第4回定例会で全会一致により字名の変更が可決された。実際に字名がヴィソンに変更されたのは、2021年（令和3年）3月である。

## 道路
- E23 伊勢自動車道（39-2番）

## 沿革
- 2017年（平成29年）12月26日 : 民間施設直結スマートインターチェンジ整備方針の認定[1][2]。
- 2018年（平成30年）
  - 7月20日 : （仮称）多気スマートインターチェンジ協議会設立[1][2]。
  - 8月10日 : 国土交通大臣から多気町長に対し連結許可（民間施設直結スマートICとして日本初）[1][2]。国土交通大臣から中日本高速道路株式会社に対し事業許可[1][2]。
- 2020年（令和2年）11月6日 : IC名称が「多気ヴィソンスマートインターチェンジ」に正式決定[1][2]。
- 2021年（令和3年）
  - 2月25日 : 中日本高速道路名古屋支社が開通日を4月29日と発表[9][6]。
  - 3月[8] : インターチェンジの名称は地名であることが条件のため、VISON周辺の字名を「ヴィソン」に変更[7]。
  - 4月29日 : 供用開始[9]。

## 周辺・接続する施設
- VISON（直結）[1][2][4]

## 接続する道路
直接接続
- 多気町道（町道国道インター線）

間接接続
- 国道42号

## 隣
E23 伊勢自動車道
(39-1) 勢和多気JCT - (39-2) 多気ヴィソンSIC（伊勢方面からの出口のみ） - 多気PA - (40) 玉城IC